# Collegio di Leeds West
Leeds West è stato un collegio elettorale inglese della Camera dei comuni del Parlamento del Regno Unito, situato nel West Yorkshire. Eleggeva un membro del Parlamento con il sistema maggioritario a turno unico; il collegio è stato abolito in occasione della revisione periodica del 2024.

## Estensione
- 1885-1918: i ward del Municipal Borough of Leeds di Armley and Wortley, Holbeck e New Wortley e parte del ward di Bramley.
- 1918-1950: i ward del County Borough of Leeds di Armley and Wortley e Bramley e parte del ward di New Wortley.
- 1950-1955: i ward del County Borough of Leeds di Bramley, Farnley and Wortley e Upper Armley.
- 1955-1974: i ward del County Borough of Leeds di Armley, Bramley, Stanningley, Wellington e Wortley.
- 1974-1983: i ward del County Borough of Leeds di Armley, Bramley, Castleton, Stanningley e Wortley.
- 1983-2010: i ward della Città di Leeds di Armley, Bramley, Kirkstall e Wortley.
- 2010-2024: i ward della Città di Leeds di Armley, Bramley and Stanningley, Farnley and Wortley e Kirkstall.

Il collegio copriva la parte occidentale della città di Leeds nel West Yorkshire.

## Storia
Il collegio fu creato nel 1885 con il Redistribution of Seats Act 1885, e fu utilizzato per la prima volta alle elezioni generali del 1885. Il collegio di Leeds era stato in precedenza rappresentato da due deputati (1832-1868) e da tre deputati (1868-1885); dal 1885 fu soppiantato da cinque collegi a singolo deputato: Leeds Central, Leeds East, Leeds North, Leeds South e Leeds West. I collegi di Morley, Otley e Pudsey furono anche creati nel 1885; Leeds West si distingueva in quanto era l'unico collegio dell'area di Leeds che esisteva senza cambiamenti di nome dal 1885.

## Membri del Parlamento
| Elezione | Elezione        | Deputato               | Partito             |
| -------- | --------------- | ---------------------- | ------------------- |
|          | 1885            | Herbert John Gladstone | Liberale            |
| 1910     | Edmund Harvey   |                        | Liberale            |
|          | 1918            | John Murray            | Coalizione Liberale |
|          | 1922            | John Murray            | Liberale            |
|          | 1923            | Thomas Stamford        | Laburista           |
|          | 1931            | Vyvyan Adams           | Conservatore        |
|          | 1945            | Thomas Stamford        | Laburista           |
| 1949     | Charles Pannell |                        | Laburista           |
| 1974     | Joe Dean        |                        | Laburista           |
|          | 1983            | Michael Meadowcroft    | Liberale            |
|          | 1987            | John Battle            | Laburista           |
| 2010     | Rachel Reeves   |                        | Laburista           |
|          | 2024            | Collegio abolito       | Collegio abolito    |

## Risultati elettorali

### Elezioni negli anni 2010
| Partito                    | Partito                                | Candidato                  | Risultati 12 dicembre 2019 | Risultati 12 dicembre 2019 |
| Partito                    | Partito                                | Candidato                  | Voti                       | %                          |
| -------------------------- | -------------------------------------- | -------------------------- | -------------------------- | -------------------------- |
|                            | Laburista                              | Rachel Reeves              | 22 186                     | 55,08                      |
|                            | Conservatore                           | Mark Dormer                | 11 622                     | 28,85                      |
|                            | Brexit                                 | Philip Mars                | 2 685                      | 6,67                       |
|                            | Lib Dem                                | Dan Walker                 | 1 787                      | 4,44                       |
|                            | Verdi                                  | Victoria Smith             | 1 274                      | 3,16                       |
|                            | Yorkshire                              | Ian Cowling                | 650                        | 1,61                       |
|                            | SDP                                    | Daniel Whetstone           | 46                         | 0,11                       |
|                            | Alleanza per il Socialismo Verde       | Mike Davies                | 31                         | 0,08                       |
|                            |                                        |                            |                            |                            |
| Iscritti                   | Iscritti                               | Iscritti                   | 67 727                     | 100,00                     |
| ↳ Votanti (% su iscritti)  | ↳ Votanti (% su iscritti)              | ↳ Votanti (% su iscritti)  | 40 281                     | 59,48                      |
| ↳ Astenuti (% su iscritti) | ↳ Astenuti (% su iscritti)             | ↳ Astenuti (% su iscritti) | 27 446                     | 40,52                      |
|                            |                                        |                            |                            |                            |
|                            | Esito: collegio confermato a Laburista |                            |                            |                            |

| Partito                    | Partito                                | Candidato                  | Risultati 8 giugno 2017 | Risultati 8 giugno 2017 |
| Partito                    | Partito                                | Candidato                  | Voti                    | %                       |
| -------------------------- | -------------------------------------- | -------------------------- | ----------------------- | ----------------------- |
|                            | Laburista                              | Rachel Reeves              | 27 013                  | 63,98                   |
|                            | Conservatore                           | Zoe Metcalfe               | 11 048                  | 26,17                   |
|                            | UKIP                                   | Mark Thackray              | 1 815                   | 4,30                    |
|                            | Verdi                                  | Andrew Pointon             | 1 023                   | 2,42                    |
|                            | Lib Dem                                | Alasdair McGregor          | 905                     | 2,14                    |
|                            | Yorkshire                              | Ed Jones                   | 378                     | 0,90                    |
|                            | Alleanza per il Socialismo Verde       | Mikes Davies               | 37                      | 0,09                    |
|                            |                                        |                            |                         |                         |
| Iscritti                   | Iscritti                               | Iscritti                   | 68 117                  | 100,00                  |
| ↳ Votanti (% su iscritti)  | ↳ Votanti (% su iscritti)              | ↳ Votanti (% su iscritti)  | 42 301                  | 62,10                   |
| ↳ Astenuti (% su iscritti) | ↳ Astenuti (% su iscritti)             | ↳ Astenuti (% su iscritti) | 25 816                  | 37,90                   |
|                            |                                        |                            |                         |                         |
|                            | Esito: collegio confermato a Laburista |                            |                         |                         |

| Partito                    | Partito                                | Candidato                  | Risultati 7 maggio 2015 | Risultati 7 maggio 2015 |
| Partito                    | Partito                                | Candidato                  | Voti                    | %                       |
| -------------------------- | -------------------------------------- | -------------------------- | ----------------------- | ----------------------- |
|                            | Laburista                              | Rachel Reeves              | 18 456                  | 48,03                   |
|                            | Conservatore                           | Alex Pierre-Traves         | 7 729                   | 20,12                   |
|                            | UKIP                                   | Anne Murgatroyd            | 7 104                   | 18,49                   |
|                            | Verdi                                  | Andrew Pointon             | 3 217                   | 8,37                    |
|                            | Lib Dem                                | Laura Coyle                | 1 495                   | 3,89                    |
|                            | CISTA                                  | Matthew West               | 217                     | 0,56                    |
|                            | TUSC                                   | Ben Mayor                  | 205                     | 0,53                    |
|                            |                                        |                            |                         |                         |
| Iscritti                   | Iscritti                               | Iscritti                   | 64 903                  | 100,00                  |
| ↳ Votanti (% su iscritti)  | ↳ Votanti (% su iscritti)              | ↳ Votanti (% su iscritti)  | 38 423                  | 59,20                   |
| ↳ Astenuti (% su iscritti) | ↳ Astenuti (% su iscritti)             | ↳ Astenuti (% su iscritti) | 26 480                  | 40,80                   |
|                            |                                        |                            |                         |                         |
|                            | Esito: collegio confermato a Laburista |                            |                         |                         |

| Partito                    | Partito                                | Candidato                  | Risultati 6 maggio 2010 | Risultati 6 maggio 2010 |
| Partito                    | Partito                                | Candidato                  | Voti                    | %                       |
| -------------------------- | -------------------------------------- | -------------------------- | ----------------------- | ----------------------- |
|                            | Laburista                              | Rachel Reeves              | 16 389                  | 42,29                   |
|                            | Lib Dem                                | Ruth Coleman               | 9 373                   | 24,19                   |
|                            | Conservatore                           | Joe Marjoram               | 7 641                   | 19,72                   |
|                            | BNP                                    | Joanna Beverley            | 2 377                   | 6,13                    |
|                            | Verdi                                  | David Blackburn            | 1 832                   | 4,73                    |
|                            | UKIP                                   | Jeff Miles                 | 1 140                   | 2,94                    |
|                            |                                        |                            |                         |                         |
| Iscritti                   | Iscritti                               | Iscritti                   | 67 394                  | 100,00                  |
| ↳ Votanti (% su iscritti)  | ↳ Votanti (% su iscritti)              | ↳ Votanti (% su iscritti)  | 38 752                  | 57,50                   |
| ↳ Astenuti (% su iscritti) | ↳ Astenuti (% su iscritti)             | ↳ Astenuti (% su iscritti) | 28 642                  | 42,50                   |
|                            |                                        |                            |                         |                         |
|                            | Esito: collegio confermato a Laburista |                            |                         |                         |

### Elezioni negli anni 2000
| Partito                    | Partito                                | Candidato                  | Risultati 5 maggio 2005 | Risultati 5 maggio 2005 |
| Partito                    | Partito                                | Candidato                  | Voti                    | %                       |
| -------------------------- | -------------------------------------- | -------------------------- | ----------------------- | ----------------------- |
|                            | Laburista                              | John Battle                | 18 704                  | 55,47                   |
|                            | Lib Dem                                | Darren Finlay              | 5 894                   | 17,48                   |
|                            | Conservatore                           | Tim Metcalfe               | 4 807                   | 14,26                   |
|                            | Verdi                                  | David Blackburn            | 2 519                   | 7,47                    |
|                            | BNP                                    | Julie Day                  | 1 166                   | 3,46                    |
|                            | UKIP                                   | David Sewards              | 628                     | 1,86                    |
|                            |                                        |                            |                         |                         |
| Iscritti                   | Iscritti                               | Iscritti                   | 62 908                  | 100,00                  |
| ↳ Votanti (% su iscritti)  | ↳ Votanti (% su iscritti)              | ↳ Votanti (% su iscritti)  | 33 719                  | 53,60                   |
| ↳ Astenuti (% su iscritti) | ↳ Astenuti (% su iscritti)             | ↳ Astenuti (% su iscritti) | 29 189                  | 46,40                   |
|                            |                                        |                            |                         |                         |
|                            | Esito: collegio confermato a Laburista |                            |                         |                         |

| Partito                    | Partito                                | Candidato                  | Risultati 7 giugno 2001 | Risultati 7 giugno 2001 |
| Partito                    | Partito                                | Candidato                  | Voti                    | %                       |
| -------------------------- | -------------------------------------- | -------------------------- | ----------------------- | ----------------------- |
|                            | Laburista                              | John Battle                | 19 943                  | 62,14                   |
|                            | Conservatore                           | Kris Hopkins               | 5 008                   | 15,60                   |
|                            | Lib Dem                                | Darren Finlay              | 3 350                   | 10,44                   |
|                            | Verdi                                  | David Blackburn            | 2 573                   | 8,02                    |
|                            | UKIP                                   | Bill Finley                | 758                     | 2,36                    |
|                            | Liberale                               | Noel Nowosielski           | 462                     | 1,44                    |
|                            |                                        |                            |                         |                         |
| Iscritti                   | Iscritti                               | Iscritti                   | 64 188                  | 100,00                  |
| ↳ Votanti (% su iscritti)  | ↳ Votanti (% su iscritti)              | ↳ Votanti (% su iscritti)  | 32 094                  | 50,00                   |
| ↳ Astenuti (% su iscritti) | ↳ Astenuti (% su iscritti)             | ↳ Astenuti (% su iscritti) | 32 094                  | 50,00                   |
|                            |                                        |                            |                         |                         |
|                            | Esito: collegio confermato a Laburista |                            |                         |                         |

## Risultati dei referendum

### Referendum sulla permanenza del Regno Unito nell'Unione europea del 2016
|             | Collegio    | Lasciare UE % | Rimanere in UE % |
| ----------- | ----------- | ------------- | ---------------- |
|             | Leeds West  | 45,1%         | 54,9%            |
|             | Inghilterra | 53,3%         | 46,7%            |
| Regno Unito | 51,9%       | 48,1%         |                  |